# ラ・シャペル＝サン＝ジェロー
ラ・シャペル＝サン＝ジェロー （La Chapelle-Saint-Géraud、オック語:La Chapèla Sent Geraud）は、フランス、ヌーヴェル＝アキテーヌ地域圏、コレーズ県のコミューン。

## 地理
中央高地に位置する。コレーズ県とカンタル県にまたがる自然区分上の地方であるグザントリー地方（fr）に属している。アルジャンタ、モンソー・シュル・ドルドーニュを蛇行して流れるドルドーニュ川の南側にある。

## 人口統計
| 1962年 | 1968年 | 1975年 | 1982年 | 1990年 | 1999年 | 2006年 | 2011年 |
| ------ | ------ | ------ | ------ | ------ | ------ | ------ | ------ |
| 318    | 307    | 276    | 249    | 219    | 225    | 219    | 239    |

参照元:1999年までEHESS、2004年以降INSEE